# Абдул Рахім Хан-е-ханан
Абдул Рахім Хан-е-ханан (*17 грудня 1556 —1626) — могольський аристократ, політичний діяч, композитор, поет, вчений часів падішаха Акбара Великого.

## Життєпис
Походив з впливової тюркської родини. Його батько Байрам-хан був одним з найближених осіб падішаха Хумаюна з династії Великих Моголів. З 1556 до 1560 року був регентом при малолітньому Акбарі. У 1560 році відсторонений від влади й підступно вбитий у Патані (Гуджарат). Малий Абдул Рахім разом з матір'ю встиг тоді врятуватися й сховатися в Ахмедабаді.
Ще замолоду опинився при дворі падишаха Акбара, де отримав титули мірзи та хан-заде. Здобув чудову освіту, знав перську, арабську, тюркську, португальську мови, санскрит, гінді. Кар'єра Абдул Рахіма ще більше пришвидчилася, коли його мати вийшла заміж за Акбара. Хан-е-нанан стає вазиром. Водночас бере участь у більшості військових походів, які очолював Акбар у 1570—1590-х роках — у підкоренні Сінду, Гуджарату (у 1583 році саме Абдул Рахім остаточно підкорив його). У 1594 році разом з шах-заде Мурадом спрямований на підкорення Хадешського султанату, а також султанатів Ахмеднагара, Голконди та Біджапура. У 1595 році взяв в облогу Ахмеднагар, а у 1596 році змусив його володаря визнати владу падишаха. У 1597 році у битві при Супі розбив об'єднані сили Біджапура та Ахмеднагара. У 1599 році до нього приєднався Акбар, який змусив Абдул Рахіма діяти активніше. У 1600 році той захопив місто Ахмеднагар. Згодом видав доньку за шах-заде Даніяла, якого призначили субадаром провінції Декан. Проте за Даніяла фактично керував Абдул Рахім.
Наприкінці життя проти нього став інтригувати Салім (майбутній Джаханґір), за правління останнього боровся проти ахмеднагарського військовика Малік Амбара у південному Декані. У 1625 році підтримав повстання Хуррама (майбутнього Шах Джахана) проти Джаханґіра, але незабаром після цього Абдул Рахім помер у 1626 році.

## Творчість
Очолив літературний салон за часів Акбара. Тут збиралися поети, письменники, філософи, яким Абдул Рахім надавав покровительство. Сам Абдул Рахім був талантовитим поетом (складав вірші переважно перською та гінді). Відомим є поема присвячена Крішні. Складався переважно доґи — римовані куплети. Ці куплети часи перекладав на музику.
Захоплювався поміж усім астрологією. Є автором найзначужих творів з астрології часів Великих Моголів — «Хет Каутукам» та «Двавішд Йоговалі».
Відомий як перекладач перською, санскритом, гінді, зокрема переклав фарсі «Бабур-наме».